# ملفين مورا
ملفين مورا (بالإسبانية: Melvin Mora) هو لاعب كرة قاعدة فنزويلي، ولد في 2 فبراير 1972 في ياراكوي في فنزويلا.

## وصلات خارجية
- ملفين مورا على موقع دوري كرة القاعدة الرئيسي (الإنجليزية)
- ملفين مورا على موقعبيزبول رفرنس.كوم (الدوري الرئيسي) (الإنجليزية)
- ملفين مورا على موقعبيزبول رفرنس.كوم (الدوري الثانوي) (الإنجليزية)
- ملفين مورا على موقع إي إس بي إن.كوم (أم.أل.بي) (الإنجليزية)
- ملفين مورا على موقع مشجعي الرسوم البيانية (الإنجليزية)